# Championnat du monde de Formule 1 1974
Navigation
1973 1975
Le championnat du monde de Formule 1 1974 a été remporté par le Brésilien Emerson Fittipaldi sur une McLaren-Ford. McLaren remporte le championnat du monde des constructeurs.
Fittipaldi et Clay Regazzoni sont à égalité de points au dernier Grand Prix, aux États-Unis, que Fittipaldi négocie mieux en obtenant la quatrième place tandis que Regazzoni finit hors des points. C'était, jusqu'en 2021, l'unique cas où deux concurrents arrivent au dernier Grand Prix de la saison à égalité de points.

## Règlement sportif
- L'attribution des points s'effectue selon le barème 9, 6, 4, 3, 2, 1.
- Seuls les 7 meilleurs résultats des 8 premières manches et les 6 meilleurs résultats des 7 dernières manches sont retenus.

## Règlement technique
- Moteurs atmosphériques : 3 000 cm³
- Moteurs suralimentés : 1 500 cm3

## Pilotes et monoplaces
- Tyrrell : Jody Scheckter et Patrick Depailler
- Lotus : Ronnie Peterson et Jacky Ickx
- McLaren : Emerson Fittipaldi, Denny Hulme et Mike Hailwood
- Ferrari : Niki Lauda et Clay Regazzoni
- Brabham : Carlos Reutemann et John Watson

L'intersaison est particulièrement mouvementée : éprouvée par le départ à la retraite de Stewart et la mort de Cevert, l'écurie Tyrrell a dû totalement reconstituer son duo de pilotes. Ken Tyrrell fait confiance au fougueux Jody Scheckter qui s'est souvent mis en évidence en 1973, mais pas toujours de la meilleure des façons, ainsi qu'à Patrick Depailler plus ou moins imposé par Elf, le commanditaire phare de l'écurie, et déjà vu dans cette équipe en tant que troisième pilote.
Le transfert de l'année concerne Emerson Fittipaldi qui a quitté Lotus pour rejoindre McLaren qui a perdu Scheckter et Peter Revson parti rejoindre l'écurie américaine Shadow. Il est remplacé chez Lotus par le Belge Jacky Ickx. Beaucoup d'activité également du côté de la Scuderia Ferrari où Ickx et Merzario sont partis et ont été remplacés par deux ex-pilotes BRM. Pour le Suisse Clay Regazzoni, il s'agit d'un retour aux sources. Plus surprenant aux yeux de nombreux observateurs a été le recrutement de l'Autrichien Niki Lauda, rarement à son avantage depuis le début de sa carrière (et au statut infamant de « pilote payant »), mais qui a tapé dans l'œil d'Enzo Ferrari à l'occasion du GP de Monaco 1973 et a été chaudement recommandé par Regazzoni.
| Écurie                                                                                   | Constructeur  | Châssis     | Moteur                     | Pneus | no  | Pilotes               | Manches disputées |
| ---------------------------------------------------------------------------------------- | ------------- | ----------- | -------------------------- | ----- | --- | --------------------- | ----------------- |
| John Player Team Lotus                                                                   | Lotus         | 72E 76      | Ford Cosworth DFV 3.0 V8   | G     | 1   | Ronnie Peterson       | Toutes            |
| John Player Team Lotus                                                                   | Lotus         | 72E 76      | Ford Cosworth DFV 3.0 V8   | G     | 2   | Jacky Ickx            | Toutes            |
| John Player Team Lotus                                                                   | Lotus         | 72E 76      | Ford Cosworth DFV 3.0 V8   | G     | 31  | Tim Schenken          | 15                |
| Elf Team Tyrrell                                                                         | Tyrrell       | 005 006 007 | Ford Cosworth DFV 3.0 V8   | G     | 3   | Jody Scheckter        | Toutes            |
| Elf Team Tyrrell                                                                         | Tyrrell       | 005 006 007 | Ford Cosworth DFV 3.0 V8   | G     | 4   | Patrick Depailler     | Toutes            |
| Marlboro Team Texaco Yardley Team McLaren                                                | McLaren       | M23         | Ford Cosworth DFV 3.0 V8   | G     | 5   | Emerson Fittipaldi    | Toutes            |
| Marlboro Team Texaco Yardley Team McLaren                                                | McLaren       | M23         | Ford Cosworth DFV 3.0 V8   | G     | 6   | Denny Hulme           | Toutes            |
| Marlboro Team Texaco Yardley Team McLaren                                                | McLaren       | M23         | Ford Cosworth DFV 3.0 V8   | G     | 33  | Mike Hailwood         | 1-11              |
| Marlboro Team Texaco Yardley Team McLaren                                                | McLaren       | M23         | Ford Cosworth DFV 3.0 V8   | G     | 33  | David Hobbs           | 12-13             |
| Marlboro Team Texaco Yardley Team McLaren                                                | McLaren       | M23         | Ford Cosworth DFV 3.0 V8   | G     | 33  | Jochen Mass           | 14-15             |
| Motor Racing Developments                                                                | Brabham       | BT42 BT44   | Ford Cosworth DFV 3.0 V8   | G     | 7   | Carlos Reutemann      | Toutes            |
| Motor Racing Developments                                                                | Brabham       | BT42 BT44   | Ford Cosworth DFV 3.0 V8   | G     | 8   | Richard Robarts       | 1-3               |
| Motor Racing Developments                                                                | Brabham       | BT42 BT44   | Ford Cosworth DFV 3.0 V8   | G     | 8   | Rikky von Opel        | 4-9               |
| Motor Racing Developments                                                                | Brabham       | BT42 BT44   | Ford Cosworth DFV 3.0 V8   | G     | 8   | Carlos Pace           | 10-15             |
| Motor Racing Developments                                                                | Brabham       | BT42 BT44   | Ford Cosworth DFV 3.0 V8   | G     | 34  | Teddy Pilette         | 5                 |
| March Engineering                                                                        | March         | 741         | Ford Cosworth DFV 3.0 V8   | G     | 9   | Hans-Joachim Stuck    | 1-6, 8-15         |
| March Engineering                                                                        | March         | 741         | Ford Cosworth DFV 3.0 V8   | G     | 9   | Reine Wisell          | 7                 |
| March Engineering                                                                        | March         | 741         | Ford Cosworth DFV 3.0 V8   | G     | 10  | Howden Ganley         | 1-2               |
| March Engineering                                                                        | March         | 741         | Ford Cosworth DFV 3.0 V8   | G     | 10  | Vittorio Brambilla    | 3-15              |
| Scuderia Ferrari SpA SEFAC                                                               | Ferrari       | 312 B3      | Ferrari 001/11 3.0 Flat-12 | G     | 11  | Clay Regazzoni        | Toutes            |
| Scuderia Ferrari SpA SEFAC                                                               | Ferrari       | 312 B3      | Ferrari 001/11 3.0 Flat-12 | G     | 12  | Niki Lauda            | Toutes            |
| Team Motul BRM                                                                           | BRM           | P160E P201  | BRM P142 3.0 V12           | G     | 14  | Jean-Pierre Beltoise  | Toutes            |
| Team Motul BRM                                                                           | BRM           | P160E P201  | BRM P142 3.0 V12           | G     | 15  | Henri Pescarolo       | 1-13              |
| Team Motul BRM                                                                           | BRM           | P160E P201  | BRM P142 3.0 V12           | G     | 15  | Chris Amon            | 14-15             |
| Team Motul BRM                                                                           | BRM           | P160E P201  | BRM P142 3.0 V12           | G     | 37  | François Migault      | 1-14              |
| UOP Shadow Racing Team                                                                   | Shadow        | DN1 DN3     | Ford Cosworth DFV 3.0 V8   | G     | 16  | Peter Revson          | 1-3               |
| UOP Shadow Racing Team                                                                   | Shadow        | DN1 DN3     | Ford Cosworth DFV 3.0 V8   | G     | 16  | Brian Redman          | 4-6               |
| UOP Shadow Racing Team                                                                   | Shadow        | DN1 DN3     | Ford Cosworth DFV 3.0 V8   | G     | 16  | Bertil Roos           | 7                 |
| UOP Shadow Racing Team                                                                   | Shadow        | DN1 DN3     | Ford Cosworth DFV 3.0 V8   | G     | 16  | Tom Pryce             | 8-15              |
| UOP Shadow Racing Team                                                                   | Shadow        | DN1 DN3     | Ford Cosworth DFV 3.0 V8   | G     | 17  | Jean-Pierre Jarier    | 1-2, 4-15         |
| Team Surtees Bang & Olufsen Team Surtees Team Surtees Memphis International Team Surtees | Surtees       | TS16        | Ford Cosworth DFV 3.0 V8   | F     | 18  | José Carlos Pace      | 1-8               |
| Team Surtees Bang & Olufsen Team Surtees Team Surtees Memphis International Team Surtees | Surtees       | TS16        | Ford Cosworth DFV 3.0 V8   | F     | 18  | José Dolhem           | 9, 15             |
| Team Surtees Bang & Olufsen Team Surtees Team Surtees Memphis International Team Surtees | Surtees       | TS16        | Ford Cosworth DFV 3.0 V8   | F     | 18  | Derek Bell            | 10-14             |
| Team Surtees Bang & Olufsen Team Surtees Team Surtees Memphis International Team Surtees | Surtees       | TS16        | Ford Cosworth DFV 3.0 V8   | F     | 19  | Jochen Mass           | 1-11              |
| Team Surtees Bang & Olufsen Team Surtees Team Surtees Memphis International Team Surtees | Surtees       | TS16        | Ford Cosworth DFV 3.0 V8   | F     | 19  | Jean-Pierre Jabouille | 12                |
| Team Surtees Bang & Olufsen Team Surtees Team Surtees Memphis International Team Surtees | Surtees       | TS16        | Ford Cosworth DFV 3.0 V8   | F     | 19  | José Dolhem           | 13                |
| Team Surtees Bang & Olufsen Team Surtees Team Surtees Memphis International Team Surtees | Surtees       | TS16        | Ford Cosworth DFV 3.0 V8   | F     | 19  | Helmuth Koinigg       | 14-15             |
| Team Surtees Bang & Olufsen Team Surtees Team Surtees Memphis International Team Surtees | Surtees       | TS16        | Ford Cosworth DFV 3.0 V8   | F     | 30  | Dieter Quester        | 12                |
| Frank Williams Racing Cars                                                               | Iso-Marlboro  | FW          | Ford Cosworth DFV 3.0 V8   | F     | 20  | Arturo Merzario       | Toutes            |
| Frank Williams Racing Cars                                                               | Iso-Marlboro  | FW          | Ford Cosworth DFV 3.0 V8   | F     | 21  | Tom Belsø             | 3-4, 7, 10        |
| Frank Williams Racing Cars                                                               | Iso-Marlboro  | FW          | Ford Cosworth DFV 3.0 V8   | F     | 21  | Gijs van Lennep       | 5, 8              |
| Frank Williams Racing Cars                                                               | Iso-Marlboro  | FW          | Ford Cosworth DFV 3.0 V8   | F     | 21  | Jean-Pierre Jabouille | 9                 |
| Frank Williams Racing Cars                                                               | Iso-Marlboro  | FW          | Ford Cosworth DFV 3.0 V8   | F     | 21  | Jacques Laffite       | 11-15             |
| Team Ensign                                                                              | Ensign        | N174        | Ford Cosworth DFV 3.0 V8   | F     | 22  | Rikky von Opel        | 1-3               |
| Team Ensign                                                                              | Ensign        | N174        | Ford Cosworth DFV 3.0 V8   | F     | 22  | Vern Schuppan         | 5-11              |
| Team Ensign                                                                              | Ensign        | N174        | Ford Cosworth DFV 3.0 V8   | F     | 22  | Mike Wilds            | 12-15             |
| Scuderia Scribante Lucky Strike Racing                                                   | McLaren Lotus | M23 72A     | Ford Cosworth DFV 3.0 V8   | G     | 23  | Dave Charlton         | 3                 |
| Scuderia Scribante Lucky Strike Racing                                                   | McLaren Lotus | M23 72A     | Ford Cosworth DFV 3.0 V8   | G     | 25  | John McNicol          | 3                 |
| Trojan-Tauranac Racing                                                                   | Trojan        | T103        | Ford Cosworth DFV 3.0 V8   | G     | 23  | Tim Schenken          | 4, 6, 8, 10-12    |
| Trojan-Tauranac Racing                                                                   | Trojan        | T103        | Ford Cosworth DFV 3.0 V8   | G     | 29  | Tim Schenken          | 13                |
| Trojan-Tauranac Racing                                                                   | Trojan        | T103        | Ford Cosworth DFV 3.0 V8   | G     | 41  | Tim Schenken          | 5                 |
| AAW Racing Team                                                                          | Surtees       | TS16        | Ford Cosworth DFV 3.0 V8   | G     | 23  | Leo Kinnunen          | 7, 9, 13          |
| AAW Racing Team                                                                          | Surtees       | TS16        | Ford Cosworth DFV 3.0 V8   | G     | 43  | Leo Kinnunen          | 10, 12            |
| AAW Racing Team                                                                          | Surtees       | TS16        | Ford Cosworth DFV 3.0 V8   | G     | 44  | Leo Kinnunen          | 5                 |
| Hesketh Racing                                                                           | March Hesketh | 731 308     | Ford Cosworth DFV 3.0 V8   | F G   | 24  | James Hunt            | Toutes            |
| Hesketh Racing                                                                           | March Hesketh | 731 308     | Ford Cosworth DFV 3.0 V8   | F G   | 31  | Ian Scheckter         | 12                |
| Maki Engineering Racing Team                                                             | Maki          | F101        | Ford Cosworth DFV 3.0 V8   | F     | 25  | Howden Ganley         | 6, 10-12          |
| Scuderia Finotto                                                                         | Brabham       | BT42        | Ford Cosworth DFV 3.0 V8   | G     | 25  | Silvio Moser          | 4, 5              |
| Scuderia Finotto                                                                         | Brabham       | BT42        | Ford Cosworth DFV 3.0 V8   | G     | 25  | Gérard Larrousse      | 7                 |
| Scuderia Finotto                                                                         | Brabham       | BT42        | Ford Cosworth DFV 3.0 V8   | G     | 29  | Manfred Mohr          | 11                |
| Scuderia Finotto                                                                         | Brabham       | BT42        | Ford Cosworth DFV 3.0 V8   | G     | 31  | Carlo Facetti         | 13                |
| Scuderia Finotto                                                                         | Brabham       | BT42        | Ford Cosworth DFV 3.0 V8   | G     | 32  | Helmuth Koinigg       | 12                |
| Scuderia Finotto                                                                         | Brabham       | BT42        | Ford Cosworth DFV 3.0 V8   | G     | 32  | Jean-Louis Lafosse    | 13                |
| Scuderia Finotto                                                                         | Brabham       | BT42        | Ford Cosworth DFV 3.0 V8   | G     | 41  | Andy Sutcliffe (en)   | 10                |
| Scuderia Finotto                                                                         | Brabham       | BT42        | Ford Cosworth DFV 3.0 V8   | G     | 43  | Gérard Larrousse      | 5, 9              |
| Embassy Racing with Graham Hill                                                          | Lola          | T370        | Ford Cosworth DFV 3.0 V8   | F     | 26  | Graham Hill           | Toutes            |
| Embassy Racing with Graham Hill                                                          | Lola          | T370        | Ford Cosworth DFV 3.0 V8   | F     | 27  | Guy Edwards           | 1-2, 4-9, 11      |
| Embassy Racing with Graham Hill                                                          | Lola          | T370        | Ford Cosworth DFV 3.0 V8   | F     | 27  | Peter Gethin          | 10                |
| Embassy Racing with Graham Hill                                                          | Lola          | T370        | Ford Cosworth DFV 3.0 V8   | F     | 27  | Rolf Stommelen        | 12-15             |
| John Goldie Racing with Hexagon                                                          | Brabham       | BT42        | Ford Cosworth DFV 3.0 V8   | F     | 28  | John Watson           | Toutes            |
| John Goldie Racing with Hexagon                                                          | Brabham       | BT42        | Ford Cosworth DFV 3.0 V8   | F     | 34  | José Carlos Pace      | 9                 |
| Team Gunston                                                                             | Lotus         | 72E         | Ford Cosworth DFV 3.0 V8   | G     | 29  | Ian Scheckter         | 3                 |
| Team Gunston                                                                             | Lotus         | 72E         | Ford Cosworth DFV 3.0 V8   | G     | 30  | Paddy Driver          | 3                 |
| Chris Amon Racing                                                                        | Amon          | AF101       | Ford Cosworth DFV 3.0 V8   | F     | 30  | Chris Amon            | 4-6, 11, 13       |
| Chris Amon Racing                                                                        | Amon          | AF101       | Ford Cosworth DFV 3.0 V8   | F     | 30  | Larry Perkins         | 11                |
| Pinch Plant Ltd                                                                          | Lyncar        | 006         | Ford Cosworth DFV 3.0 V8   | G     | 29  | John Nicholson        | 5                 |
| Pinch Plant Ltd                                                                          | Lyncar        | 006         | Ford Cosworth DFV 3.0 V8   | G     | 30  | John Nicholson        | 10                |
| Dempster International Racing Team                                                       | March         | 731         | Ford Cosworth DFV 3.0 V8   | F     | 35  | Mike Wilds            | 10                |
| Blignaut Embassy Racing                                                                  | Tyrrell       | 004         | Ford Cosworth DFV 3.0 V8   | F     | 32  | Eddie Keizan          | 3                 |
| Token Racing                                                                             | Token         | RJ02        | Ford Cosworth DFV 3.0 V8   | F     | 32  | Ian Ashley            | 11                |
| Token Racing                                                                             | Token         | RJ02        | Ford Cosworth DFV 3.0 V8   | F     | 35  | Ian Ashley            | 12                |
| Token Racing                                                                             | Token         | RJ02        | Ford Cosworth DFV 3.0 V8   | F     | 42  | Tom Pryce             | 5                 |
| Token Racing                                                                             | Token         | RJ02        | Ford Cosworth DFV 3.0 V8   | F     | 42  | Jacques Laffite       | 9                 |
| Token Racing                                                                             | Token         | RJ02        | Ford Cosworth DFV 3.0 V8   | F     | 42  | David Purley          | 10                |
| The Chequered Flag                                                                       | Brabham       | BT42        | Ford Cosworth DFV 3.0 V8   | G     | 42  | Ian Ashley            | 14-15             |
| Team Canada F1 Racing                                                                    | Brabham       | BT42        | Ford Cosworth DFV 3.0 V8   | G     | 50  | Eppie Wietzes         | 14                |
| Vel's Parnelli Jones Racing                                                              | Parnelli      | VPJ4        | Ford Cosworth DFV 3.0 V8   | F     | 55  | Mario Andretti        | 14-15             |
| Penske Cars                                                                              | Penske        | PC1         | Ford Cosworth DFV 3.0 V8   | G     | 66  | Mark Donohue          | 14-15             |
| Allied Polymer Group                                                                     | Brabham       | BT42        | Ford Cosworth DFV 3.0 V8   | G     | 208 | Lella Lombardi        | 10                |

## Résumé du championnat du monde 1974
Tout comme l'année précédente, le régional de l'étape Carlos Reutemann s'affirme comme l'homme fort du Grand Prix d'Argentine. Dominateur, il doit pourtant céder la victoire en vue de l'arrivée au vétéran Denny Hulme. Complétant le podium, Lauda et Regazzoni affichent le retour en forme de la Scuderia Ferrari après une longue période de vaches maigres. Au Brésil sous la pluie, après un nouveau baroud d'honneur de Reutemann, Emerson Fittipaldi s'impose pour la plus grande joie de ses supporters. Solide deuxième, Clay Regazzoni prend la tête du championnat.
Dominateur mais malchanceux depuis le début de saison, Reutemann décroche enfin sa première victoire en Afrique du Sud. Le déplacement de la caravane de la F1 en Afrique est malheureusement endeuillé par la mort lors d'une séance d'essais privés du pilote américain Peter Revson. Un mois après avoir réalisé la première pole position de sa carrière à l'occasion du GP d'Afrique du Sud, Niki Lauda remporte sa première victoire de la saison en Espagne devant Regazzoni et Fittipaldi. La bagarre entre Fittipaldi et les pilotes Ferrari se poursuit en Belgique avec une victoire du pilote brésilien qui reprend les commandes du championnat et devance désormais Lauda d'un point et Regazzoni de trois.
Présenté comme l'un des favoris du championnat mais handicapé par sa nouvelle Lotus 76 qui ne s'avère pas aussi performante qu'escompté, Peterson se rappelle au bon souvenir de tous en s'imposant à Monaco au volant de vieille Lotus 72 dont la conception remonte à la saison 1970. Après Reutemann et Lauda, Jody Scheckter remporte son premier succès au Grand Prix de Suède. Suivant une trajectoire ascendante depuis plusieurs courses, le pilote Tyrrell effectue du même coup un spectaculaire rapprochement au championnat.
Marquant le pas depuis deux courses en raison du manque de fiabilité de sa voiture, Lauda renoue avec la victoire à Zandvoort et se replace à nouveau dans le sillage de Fittipaldi au championnat, avant de prendre la première place au général à la suite de son podium de Dijon. C'est pourtant le début d'une longue série noire pour le pilote autrichien qui semble bien parti pour s'envoler au championnat à Brands Hatch avant d'être victime d'une crevaison en vue de l'arrivée qui lui coute la victoire au profit de Scheckter. Puis, victime de sa fougue, Lauda sort dès le départ du Grand Prix d'Allemagne, la victoire revenant à Clay Regazzoni très régulier depuis le début de la saison à défaut d'afficher le même potentiel que son équipier autrichien. Regazzoni prend ainsi les commandes du championnat avec 44 points en devançant Scheckter (41 points), Lauda (38 points) et Fittipaldi (37 points).
En Autriche, arrivé seulement cinquième mais unique rescapé des quatre protagonistes du championnat, Regazzoni consolide encore un peu son avance au général à trois manches du dénouement. Tout est remis en cause à Monza, épreuve remportée par Peterson mais surtout marquée par la déroute des Ferrari. Fittipaldi et Scheckter en profitent pour combler une partie de leur retard sur le pilote suisse. Regazzoni, avec 46 points, ne compte plus qu'un point d'avance sur Scheckter et trois sur Fittipaldi.
Faisant du surplace depuis plusieurs courses, Lauda rate une ultime occasion de se relancer dans la course au titre en partant à la faute dans les derniers tours du Grand Prix du Canada. Il offre ainsi la victoire à Fittipaldi qui, avec 52 points, retrouve la tête du championnat à égalité avec Regazzoni à la veille de l'ultime manche du championnat. Bloqué à 45 points après son abandon au Canada, Scheckter conserve une chance mathématique d'être titré. 
À Watkins Glen, auteur d'un bon départ, Regazzoni sombre rapidement dans les profondeurs du classement alors que Fittipaldi, quatrième décroche son deuxième titre mondial des pilotes. Le championnat est endeuillé pour la seconde fois de la saison, le pilote autrichien Helmuth Koinigg trouvant la mort au cours du Grand Prix.

## Grands Prix de la saison 1974
| no  | Date         | Grand Prix                    | Lieu           | Vainqueur          | Écurie       | Pole position      | Record du tour    | Résumé |
| --- | ------------ | ----------------------------- | -------------- | ------------------ | ------------ | ------------------ | ----------------- | ------ |
| 236 | 13 janvier   | Grand Prix d'Argentine        | Buenos Aires   | Denny Hulme        | McLaren-Ford | Ronnie Peterson    | Clay Regazzoni    | Résumé |
| 237 | 27 janvier   | Grand Prix du Brésil          | Interlagos     | Emerson Fittipaldi | McLaren-Ford | Emerson Fittipaldi | Clay Regazzoni    | Résumé |
| 238 | 30 mars      | Grand Prix d'Afrique du Sud   | Kyalami        | Carlos Reutemann   | Brabham-Ford | Niki Lauda         | Carlos Reutemann  | Résumé |
| 239 | 28 avril     | Grand Prix d'Espagne          | Jarama         | Niki Lauda         | Ferrari      | Niki Lauda         | Niki Lauda        | Résumé |
| 240 | 12 mai       | Grand Prix de Belgique        | Nivelles       | Emerson Fittipaldi | McLaren-Ford | Clay Regazzoni     | Denny Hulme       | Résumé |
| 241 | 26 mai       | Grand Prix de Monaco          | Monaco         | Ronnie Peterson    | Lotus-Ford   | Niki Lauda         | Ronnie Peterson   | Résumé |
| 242 | 9 juin       | Grand Prix de Suède           | Anderstorp     | Jody Scheckter     | Tyrrell-Ford | Patrick Depailler  | Patrick Depailler | Résumé |
| 243 | 23 juin      | Grand Prix des Pays-Bas       | Zandvoort      | Niki Lauda         | Ferrari      | Niki Lauda         | Ronnie Peterson   | Résumé |
| 244 | 7 juillet    | Grand Prix de France          | Dijon-Prenois  | Ronnie Peterson    | Lotus-Ford   | Niki Lauda         | Jody Scheckter    | Résumé |
| 245 | 20 juillet   | Grand Prix de Grande-Bretagne | Brands Hatch   | Jody Scheckter     | Tyrrell-Ford | Niki Lauda         | Niki Lauda        | Résumé |
| 246 | 4 août       | Grand Prix d'Allemagne        | Nürburgring    | Clay Regazzoni     | Ferrari      | Niki Lauda         | Jody Scheckter    | Résumé |
| 247 | 18 août      | Grand Prix d'Autriche         | Österreichring | Carlos Reutemann   | Brabham-Ford | Niki Lauda         | Clay Regazzoni    | Résumé |
| 248 | 8 septembre  | Grand Prix d'Italie           | Monza          | Ronnie Peterson    | Lotus-Ford   | Niki Lauda         | Carlos Pace       | Résumé |
| 249 | 22 septembre | Grand Prix du Canada          | Mosport        | Emerson Fittipaldi | McLaren-Ford | Emerson Fittipaldi | Niki Lauda        | Résumé |
| 250 | 6 octobre    | Grand Prix des États-Unis     | Watkins Glen   | Carlos Reutemann   | Brabham-Ford | Carlos Reutemann   | Carlos Pace       | Résumé |

| Date      | Grand Prix                                   | Lieu         | Vainqueur          | Écurie       | Pole position    | Record du tour     | Résumé |
| --------- | -------------------------------------------- | ------------ | ------------------ | ------------ | ---------------- | ------------------ | ------ |
| 3 février | Grande Premio Presidente Emilio Medici       | Brasília     | Emerson Fittipaldi | McLaren-Ford | Carlos Reutemann | Emerson Fittipaldi | Résumé |
| 17 mars   | IX Race of Champions                         | Brands Hatch | Jacky Ickx         | Lotus-Ford   | James Hunt       | Jacky Ickx         | Résumé |
| 7 avril   | XXVI Daily Express BRDC International Trophy | Silverstone  | James Hunt         | Hesketh-Ford | James Hunt       | James Hunt         | Résumé |

## Classement des pilotes
| Classement | Pilote               | Points |
| ---------- | -------------------- | ------ |
| Champion   | Emerson Fittipaldi   | 55     |
| 2e         | Clay Regazzoni       | 52     |
| 3e         | Jody Scheckter       | 45     |
| 4e         | Niki Lauda           | 38     |
| 5e         | Ronnie Peterson      | 35     |
| 6e         | Carlos Reutemann     | 32     |
| 7e         | Denny Hulme          | 20     |
| 8e         | James Hunt           | 15     |
| 9e         | Patrick Depailler    | 14     |
| 10e        | Jacky Ickx           | 12     |
| 11e        | Mike Hailwood        | 12     |
| 12e        | Carlos Pace          | 11     |
| 13e        | Jean-Pierre Beltoise | 10     |
| 14e        | Jean-Pierre Jarier   | 6      |
| 15e        | John Watson          | 6      |
| 16e        | Hans-Joachim Stuck   | 5      |
| 17e        | Arturo Merzario      | 4      |
| 18e        | Graham Hill          | 1      |
| 19e        | Tom Pryce            | 1      |
| 20e        | Vittorio Brambilla   | 1      |

## Classement des constructeurs
| Classement | Écurie            | Points  |
| ---------- | ----------------- | ------- |
| Champion   | McLaren-Ford      | 73 (75) |
| 2e         | Ferrari           | 65      |
| 3e         | Tyrrell-Ford      | 52      |
| 4e         | Lotus-Ford        | 42      |
| 5e         | Brabham-Ford      | 35      |
| 6e         | Hesketh-Ford      | 15      |
| 7e         | BRM               | 10      |
| 8e         | Shadow-Ford       | 7       |
| 9e         | March-Ford        | 6       |
| 10e        | Iso Marlboro-Ford | 4       |
| 11e        | Surtees-Ford      | 3       |
| 12e        | Lola-Ford         | 1       |
| 13e        | Parnelli-Ford     | 0       |
| 14e        | Trojan-Ford       | 0       |
| 15e        | Penske-Ford       | 0       |
| 16e        | Token-Ford        | 0       |
| 17e        | Ensign-Ford       | 0       |
| 18e        | Amon-Ford         | 0       |
| 19e        | Maki-Ford         | 0       |
| 20e        | Lyncar-Ford       | 0       |